# Abbaye de Holyrood
Ne pas confondre avec Holyrood Abbey Church (en).
L’abbaye de Holyrood (en anglais Holyrood Abbey) est une abbaye en ruines des Canons Regular (en) d'Édimbourg, en Écosse, fondée en 1128 par David Ier d’Écosse. Elle a été utilisée comme église paroissiale jusqu'au XVIIe siècle, puis est tombée en ruines à partir du XVIIIe siècle.
Au cours du XVe siècle, la maison d'invité a été transformée en résidence royale, le Palais de Holyrood, qui a été agrandi après la Réforme écossaise. Ce qui reste des murs de l'abbaye est situé près du palais, à l'extrémité est du Royal Mile. Le site est protégé en tant que scheduled monument.
Le mot « rood » signifie en vieil anglais « croix », l'abbaye est ainsi dédiée à la Sainte-Croix.

## Sépulture de la famille royale d'Écosse
L'abbaye a été le lieu d'un grand nombre de funérailles et enterrements royaux, principalement dans la baie orientale de l'aile du sud, connue comme la « crypte royale ». Sont enterrés, entre autres :
- David II d'Écosse, en 1371 ;
- Jacques II d'Écosse, en 1460 ;
- Arthur, duc de Rothesay, deuxième fils de Jacques IV, en 1510 ;
- Jacques V d'Écosse (1542), troisième fils de Jacques IV, enterré avec sa première femme, Madeleine de France (1537) et ses enfants Jacques, duc de Rothesay (1541) et Arthur, duc d'Albany (1541)
- Henry Stuart (Lord Darnley), beau-fils de Jacques V, en 1567 ;
- Margaret, deuxième fille de Jacques VI, en 1600.

Dunbar Douglas, comte de Selkirk (1799) y est également enterré.

## En art

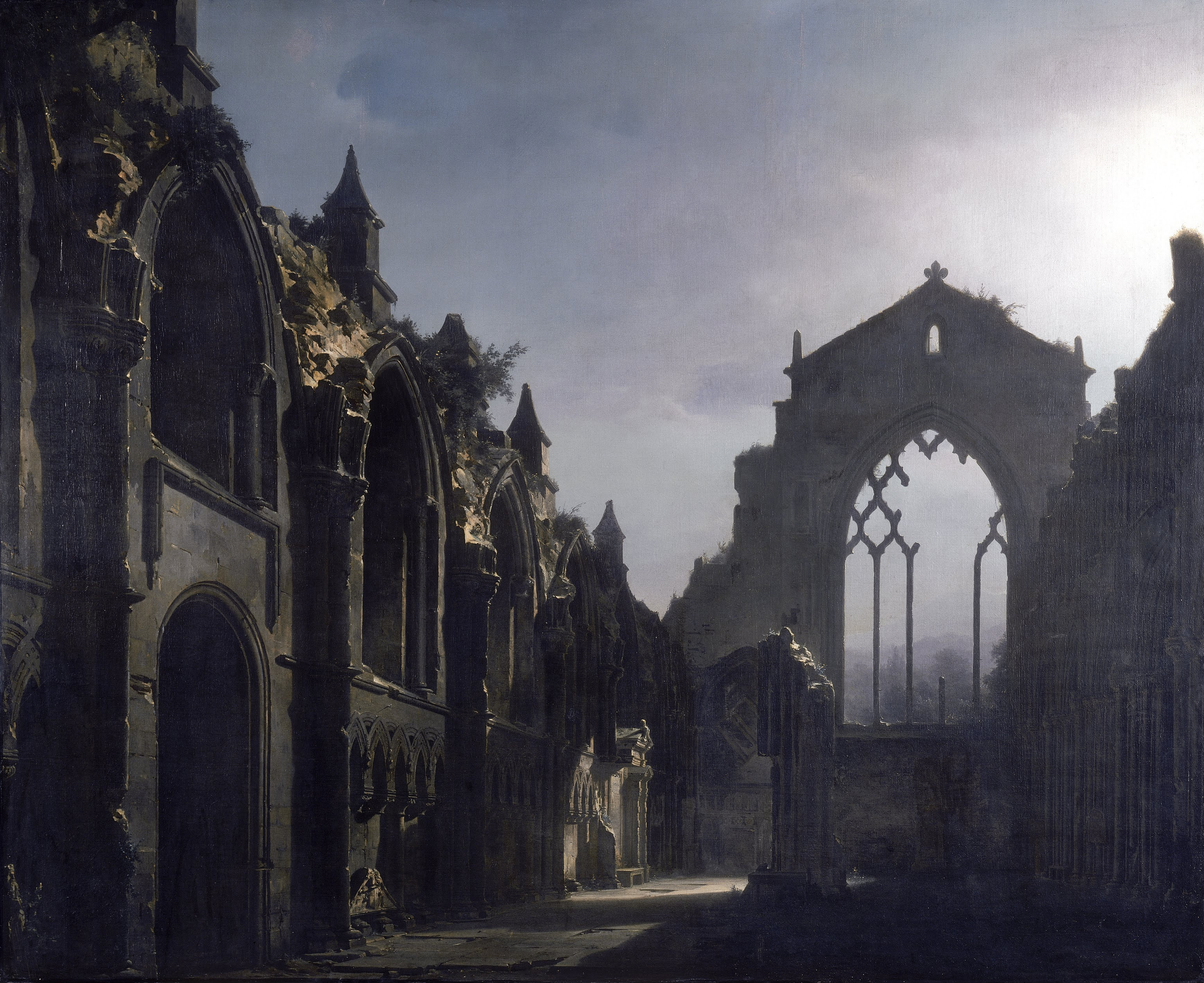
Louis Daguerre, Ruines de la chapelle de Holyrood, vers 1824.

Louis Daguerre, avec son associé Charles Marie Bouton et son élève Hippolyte Sebron, crée en 1822 un diorama disparu de 21 mètres de long représentant l'abbaye, qui sera présenté à Paris en 1823-1824 et à Londres en 1825 ; vers 1824, Daguerre peint une huile sur toile inspirée du diorama, Ruines de la chapelle de Holyrood, exposée à la Walker Art Gallery de  Liverpool.